# Мария Магдалина (картина Сэндиса)
«Мария Магдалина» — картина маслом английского художника-прерафаэлита Фредерика Сэндиса. Мария Магдалина стала единственным библейским персонажем, изображённым художником. Она представлена на фоне тёмно-зелёного дамаста с алебастровой чашей для миро в руках (ассоциация с неизвестной женщиной, смазавшей ноги Иисуса). Имя натурщицы для картины остаётся неизвестным, хотя черты лица схожи с Элизабет Сиддал. Как и в других работах прерафаэлитов, художник придал Марии Магдалине чувственный вид и взгляд.
Данте Габриэль Россетти обвинял Сэндиса в плагиате из-за сходства картины с его акварелью «Мария Магдалина, покидающая дом наслаждений» (1857). Когда двадцать лет спустя Россетти стал писать свою «Марию Магдалину», в сходстве с Сэндисом стали обвинять уже его. 
В 1894 году «Мария Магдалина» была куплена Сэмюэлом Бэнкрофтом-младшим, известным коллекционером искусства прерафаэлитов; в 1935 году его семья передала коллекцию Художественному музею Делавэра, где картина находится по сей день. 
Полотно в составе коллекции Бэнкрофта выставлялось в нескольких музеях; изображение использовалось в рекламе, находившейся в международном аэропорту Сан-Антонио.